# Dmitry Feichtner-Kozlov

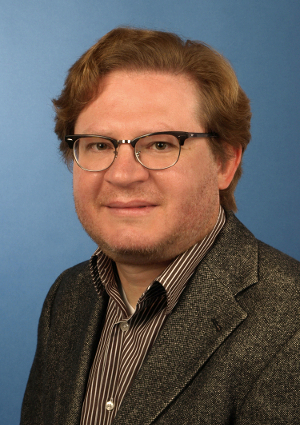
Dmitry Feichtner-Kozlov

Dmitry Feichtner-Kozlov, auch Dmitry Kozlov oder Dmitry N. Kozlov, (* 16. Dezember 1972 in Tomsk) ist ein deutsch-russischer Mathematiker an der Universität Bremen.

## Leben
Dmitry Feichtner-Kozlov wurde an der Königlich Technischen Hochschule in Stockholm 1996 bei Anders Björner promoviert (Extremal Combinatorics, Weighting Algorithms, and Topology of Subspaces Arrangements). Danach war er am MSRI, dem Massachusetts Institute of Technology, dem Institute for Advanced Study, der University of Washington in Seattle, der Universität Bern und in Stockholm, bevor er 2004 Assistenzprofessor an der ETH Zürich wurde. 2007 wurde er Professor für Algebra und Geometrie an der Universität Bremen. Dort gründete er 2011 zusammen mit seiner Frau Eva-Maria Feichtner (Professorin für Algebra) das Institut für Algebra, Geometrie, Topologie und deren Anwendungen.
Er befasste sich mit Topologischer Kombinatorik, deren Anwendungen sowie kombinatorischen Aspekten von Geometrie und Topologie. Feichtner-Kozlov hat zusammen mit Eric Babson eine über 25 Jahre offene Vermutung von Lovász zu einer unteren Schranke aller Färbung bestimmter Graphen bewiesen, indem sie das kombinatorische Problem in die Algebraische Topologie übersetzten und die entsprechenden Eigenschaften dort berechnet haben. Weitere Forschungen von ihm behandeln auch Anwendungen von topologischen Methoden bei der Berechenbarkeit in verteilten Systemen oder im Bereich der Datenanalyse.
Er ist seit 2017 Mitherausgeber des Journal of Applied and Computational Topology.
Er ist mit der Mathematik-Professorin Eva-Maria Feichtner verheiratet, mit der er auch mehrere Kinder hat.

## Auszeichnungen und Ehrungen
- European Prize in Combinatorics (2005)[6]
- Göran Gustafsson Preis (2004)[7]
- Wallenberg Preis der Schwedischen Mathematischen Gesellschaft (2003)[8]
- Goldmedaille bei der Internationale Informatik-Olympiade (1990)[9]

## Veröffentlichungen (Auswahl)
- Dmitry N. Kozlov: Organized Collapse: An Introduction to Discrete Morse Theory (= Graduate studies in mathematics. Nr. 207). American Mathematical Society, Providence 2020, ISBN 978-1-4704-5701-3.
- Maurice Herlihy, Dmitry Kozlov, Sergio Rajsbaum: Distributed computing through combinatorial topology. Amsterdam 2013, ISBN 978-0-12-404728-0.
- Dmitry N. Kozlov: Combinatorial algebraic topology. Springer, Berlin 2008, ISBN 978-3-540-71962-5.
- Eric Babson, Dmitry Feichtner-Kozlov: Proof of the Lovász conjecture. In: Annals of Mathematics. Band 165, Nr. 3, 1. Mai 2007, ISSN 0003-486X, S. 965–1007, doi:10.4007/annals.2007.165.965, arxiv:math/0402395.
- Dimitry N. Kozlov: Chromatic numbers, morphism complexes, and Stiefel-Whitney characteristic classes. In: Geometric Combinatorics (= IAS/Park City Mathematics Series. Nr. 13). American Mathematical Society, Providence 2007, ISBN 978-0-8218-3736-8, S. 249–315, doi:10.1090/pcms/013/06, arxiv:math/0505563.